# Parti de l'émancipation, de l'unité et de la responsabilité
Le Parti de l'émancipation, de l'unité et de la responsabilité (en anglais : Ownership, Unity and Responsibility Party, dit O.U.R. Party) est un parti politique salomonais, étroitement lié à la personne de Manasseh Sogavare.

## Histoire
Le parti est fondé en février 2010 par le chef de l'opposition parlementaire, Manasseh Sogavare, et les sept autres députés de l'opposition parlementaire, en vue des élections législatives d'août 2010,. Son nom en anglais est un jeu de mots : l'acronyme « O.U.R. Party » se lit our party, « notre parti ». Le slogan du parti est « Pati blo iumi. Future bio iumi », ce qui, en pijin, signifie : « Notre parti. Notre avenir ». Il obtient seulement trois sièges lors des élections, et disparaît peu après.
Manasseh Sogavare recrée le parti juste après les élections législatives de 2019. Il rassemble suffisamment de soutiens pour devenir Premier ministre et forme un gouvernement de coalition. Au cours des mois qui suivent, bon nombre de députés indépendants et de députés élus sous l'étiquette d'un des autres partis de la coalition (notamment le parti Kadere et l'Alliance démocrate) deviennent membres du P.E.U.R.. En novembre 2019, trente-deux des cinquante députés au Parlement national en sont membres, conférant au parti une majorité absolue des sièges.
Comme les autres partis aux Îles Salomon, le parti n'a pas d'idéologie particulière, menant campagne sur des principes très généraux tels que la promesse de davantage d'investissements dans les infrastructures publiques. Présentant quarante-trois candidats aux élections législatives de 2024, il obtient quinze sièges, ce qui est perçu comme une défaite : dans un contexte de difficultés économiques pour le pays, plus de la moitié des députés de la majorité sortante sont battus dans leurs circonscriptions respectives. Face à cette déception, le parti se dote d'un nouveau chef, Jeremiah Manele à la place de Manasseh Sogavare, au lendemain des élections. Formant une coalition -dite Coalition pour l'Unité nationale et la Transformation, CNUT- avec le Parti du peuple d'abord et le parti Kadere ainsi qu'avec des députés élus sans étiquette, le P.E.U.R. et son nouveau chef rassemblent une majorité des députés. Jeremiah Manele est alors élu Premier ministre par le Parlement le 2 mai, avec trente-et-une voix contre dix-huit pour Matthew Wale.